# SN 2002bb
SN 2002bb – supernowa odkryta 15 lutego 2002 roku w galaktyce A051506-4859. W momencie odkrycia miała maksymalną jasność 24,10m.